# Bhadarva
Bhadarva (Bhadarwa) é uma aldeia em Savli Taluka no distrito de Vadodara do estado de Gujarat, Índia. O código PIN da Bhadarva é 391780 e a sede postal é Bhadarwa.

## Geografia
Bhadarva está localizado nas margens do rio Mahi (Mahisagar). Fica 27 quilômetros ao norte da sede do distrito em Vadodara, 13 quilômetros de Savli e 108 quilômetros da capital do estado, Gandhinagar.
As aldeias mais próximas de Bhadarva são Poicha (kanoda) (4 quilômetros), Poicha (raniya) (4 quilômetros), Ranchhodpura (6 quilômetros), Moksi (6 quilômetros) e Anjesar (6 quilômetros). Bhadarva é cercada por Savli Taluka em direção ao leste, Anklav Taluka em direção ao sul, Vadodara Taluka em direção ao sul e Umreth Taluka em direção ao norte.
Bhadarva fica na fronteira entre o distrito de Vadodara e o distrito de Anand. Anand está a oeste deste lugar.

## População
Gujarati é o idioma local.
Em 1880, havia mais de três mil pessoas vivendo em Bhadarva. Em 1951, a população estava abaixo de cinco mil. Em 2001, havia cerca de seis mil pessoas morando aqui.
De acordo com o censo de 2011, o número total de domicílios é 1253, a população total é de 5951, dos quais 3069 são do sexo masculino e 2882 são do sexo feminino.
A maioria da população da aldeia pertence à comunidade Kshatriya. Bhadarva é uma vila situada na margem do rio Mahisagar. Cercado por ravinas e florestas, era um estado principesco na era do domínio britânico.

## Transporte
A Estação Ferroviária Vasad Jn (15 quilômetros por estrada) e a Estação Ferroviária Ranoli (13 quilômetros por estrada) são as estações ferroviárias próximas a Bhadarva. A estação principal mais próxima é a Estação Ferroviária Vadodara Jn, a 22 quilômetros.
Bhadarva também está conectado a Savli (11 quilômetros) por estrada.